# Gayà
Gayà, anche nella grafia alternativa Gaya, pseudonimo di Stephanie Haley (Buffalo, 9 febbraio 1975), è una cantante statunitense di musica dance cresciuta artisticamente in Italia.

## Biografia
L'ambiente familiare ha contribuito a comunicarle l'amore per la musica e l'arte, tanto è vero che ama definire la sua famiglia come un gruppo musicale: sin da bambina Stephanie viaggia con la sua famiglia per cantare i canti gospel e musica folk nelle prigioni e nelle chiese. Stephanie ha sempre cercato di perfezionare il suo talento e non ha mai riposto nel cassetto il sogno di diventare una cantante.
A 18 anni Stephanie lascia la sua famiglia per frequentare una famosa Università e continuare gli studi di arte, canto e recitazione. Dopo il college, Stephanie si trasferisce a New York, nella speranza di poter realizzare il suo grande sogno di diventare un'artista nella Grande Mela. A New York Stephanie si esibisce, talvolta anche gratuitamente, nei club e per potersi mantenere lavora come cameriera in un rinomato ristorante Italiano. Ed è proprio in questo ristorante Italiano che Roby Achilli, durante uno dei suoi viaggi di lavoro, ha occasione di conoscere Stephanie, che le viene presentata da amici comuni come una promettente cantante. Roby viene a conoscenza che la sera stessa, al termine del lavoro, Stephanie si esibisce in un club; così, incuriosito dagli elogi per questa ragazza, decide di andare a vedere la sua esibizione. Quindi, in un modo del tutto casuale, nasce il contatto con il produttore italiano.
Nel 1995 il primo singolo di Gayà, intitolato Lovin' The Way e scritto da Marco Mazzantini, è pronto per il mercato. Sarà arrangiato dallo storico gruppo Bliss Team e uscirà in Italia in formato vinile su etichetta J&Q Records, riscuotendo un notevole successo.
Nel 1996 sarà la volta di Sing Your Soul, brano pubblicato in Italia sia su CD che su vinile, e che riscuoterà particolare successo, a tal punto che verrà stampato anche in altri Paesi, quali il Messico e la Spagna.
Alla fine del mese di marzo del 1998, esce un nuovo brano, It's Love, stampato sia in versione cd singolo che in versione mix da 12, in cui si trova anche una versione realizzata dalle abili mani del noto Remixer italiano Mario Fargetta. In brevissimo tempo, It's Love entra in tutte le classifiche dance e ai primi posti nella classifica ufficiale di vendita italiana. It's Love, hit dell'estate 1998, è stata inserita nelle migliori compilation dance ed il brano è stato licenziato in tutto il mondo.
A settembre Gaya' torna in studio, sempre con Marco Mazzantini, per realizzare il nuovo singolo Shine On Me, brano che uscirà in Italia nel mese di dicembre dello stesso 1998. Shine On Me riceve subito numerosi apprezzamenti: i Network e tutte le radio lo programmano e il disco conferma il successo di Gaya'. In una sola settimana Shine On Me entra al numero 9 nella classifica ufficiale di vendita italiane.
Il 22 ottobre del 1999 esce il singolo I Keep On Dreaming, in contemporanea con il relativo videoclip realizzato dalla Motion Picture House. Il singolo caratterizzerà la stagione invernale 1999/2000; il brano, remixato anche questa volta da Fargetta, entra, fin dai primi giorni di promozione, nelle classifiche dance e nelle airplay dei maggiori networks.
Sempre nel 1999 debutta come attrice nel film Senza paura, nel quale interpreta se stessa.
Ma il singolo di maggior successo di Gayà uscirà, contemporaneamente al suo videoclip, a maggio del 2000, e si intitolerà Never Meet. La canzone, scritta anch'essa da Marco Mazzantini, viene stampata sia su cd singolo che su mix in vinile, e conterrà sia le versioni dance curate sempre da Mario Fargetta, sia una versione pop alternativa, arrangiata dal gruppo Bedroom Rockers.
Il singolo raggiunge in breve tempo le vette di quasi tutte le classifiche di musica dance italiane, e riesce addirittura a scalare le classifiche di musica pop, diventando un vero e proprio tormentone estivo, a tal punto che il brano verrà inserito nella compilation All The Hits Now dell'estate 2000, e, grazie al successo ottenuto in Italia, verrà pubblicato anche all'estero riscuotendo altrettanto successo, e piazzandosi fra le prime posizioni tra le classifiche dance e pop di diversi Paesi.
Nel 2008, il brano Never Meet viene riproposto in versione Hard Dance Style dal team di dj dell'emittente radiofonica m2o.
Nel 2014 dopo quindici anni dal singolo Never Meet, Gayà ritorna in Internet tramite i suoi profili ufficiali in Facebook, Google+, YouTube ed il sito web ufficiale, curati da Mark C. Ratti in collaborazione diretta con Stephanie Haley, Marco Mazzantini (compositore e arrangiatore) e Paolo Moretti (manager).

## Discografia
- 1995 - Lovin' The Way
- 1996 - Sing Your Soul
- 1998 - It's Love
- 1998 - Shine On Me
- 1999 - I Keep On Dreaming
- 2000 - Never Meet

## Filmografia

### Cinema
- Senza paura, regia di Stefano Calvagna (2000)